# Tiqqi
Tiqqi  (in arabo تقي‎?) è un centro abitato e comune rurale del Marocco situato nella prefettura di Agadir-Ida ou Tanane, regione di Souss-Massa. Conta una popolazione di 8 773 abitanti (censimento 2014).